# 葉子軒
葉子軒（1960年—），香港商人，葉氏化工集團有限公司創辦人、集團副主席及執行董事、及旗下葉氏油墨（集團）有限公司、江門天誠製品有限公司之董事長。
為葉容先生兒子、葉志成先生及葉鳳娟女士之弟弟，以及曹家麗女士配偶。

## 相關連結
- 葉子軒 葉氏化工集團個人履歷